# خوسيه كويفاس (ملاكم)
خوسيه كويفاس (بالإسبانية: Pipino Cuevas)‏ مواليد 27 ديسمبر 1957 في المكسيك، هو ملاكم مكسيكي يصنف ضمن فئة وزن الوسط.

## إحصائيات
خاض خلال مسيرته 50 نزالا، فاز في 35 وتعادل في 0 وخسر في 15. فاز بالضربة القاضية في 31 نزالا.

## روابط خارجية
- خوسيه كويفاس على موقع بوكس ريك (الإنجليزية) (registration required)